# あ〜ちゃん ちゃあぽんの!“West Side Story”
『あ〜ちゃん ちゃあぽんの！“West Side Story”』（あ〜ちゃん ちゃあぽんの！ ウエスト・サイド・ストーリー）は、2016年4月からJFN系列で放送されているラジオ番組である。

## 概要
Perfumeの「あ〜ちゃん」こと西脇綾香と、9nine（当時）の「ちゃあぽん」こと西脇彩華の西脇姉妹によるラジオ番組。
番組名の「West Side Story」は、West（西）Side（脇）Story（物語）で西脇物語を意味する。
2014年4月 - 2016年3月にあ〜ちゃんがパーソナリティーを務めていたラジオ番組『あ〜ちゃんのただただラジオがスキじゃけん。』が四国4局のFMで放送されていた。

## 主なコーナー
メールSP STORY（MSS）
- 番組に届いたリスナーのメールを紹介。

ベストボックスあざやかトーク（BBAT）
- 西脇姉妹が最近好きなモノや、ハマっているモノを語る。

ベストペットあざやかトーク（BPAT）
- 西脇姉妹のペットの犬の近況や、犬を飼う上のアドバイスを語る。

家族事件簿（KJB）
- リスナーの家族内で起こった珍事件を紹介。

家族自慢簿（KJB）
- リスナーの家族内で起こった、西脇家に負けないくらいの自慢話を紹介。
  - 事件簿・自慢簿を1回の放送で両方実施する場合は、略称がKJBSPになる。

自分の愛しているモノ（JAM）
- リスナーが“愛しているモノ”を紹介。主に“マイベスト○○ソング”というような音楽系が多いが、「運動会」「鍋」「旅の思い出」「恋の話」等のテーマも。偶数月に2週連続で放送される。

しょうもない家族ゲンカ（SKK）

族にしか通じない家族語講座（KTK）

あ〜ちゃんラジオネームスペシャル（ARS）
- あ〜ちゃんに使ってもらいたいラジオネームを募集するコーナー。

ちはやふる恋心かるた
- 番組初年度の2016年に放送。Perfumeが主題歌を歌った映画『ちはやふる』シリーズにちなみ、恋心をイメージした短歌をリスナーが考えるコーナー。年度末の2017年3月には「ちはやふる恋心かるたアワード」として最優秀作品を発表した。

ぼく、わたしの Perfume The Best（BPB）
- 2019年9月に発売されたPerfumeのベストアルバム「Perfume The Best “P Cubed”」収録の52曲の中から、リスナーのベストの1曲を紹介。

この他、9nine（2019年4月で活動休止）やPerfumeの新曲がリリースされる週は「新曲リリーススペシャル」、2人の誕生日に当たる放送週は「バースデースペシャル」を行うことがある。

## ネット局
2025年6月現在。放送時間の早い順から記載。全局、「radiko」・「radiko.jpプレミアム」で聴取可能。
★印は放送スタート時のネット局を、☆印はローカルスポンサーがついているネット局をそれぞれ示している。
| 放送対象地域   | 放送局名                                     | 放送時間               | 備考                       |
| -------------- | -------------------------------------------- | ---------------------- | -------------------------- |
| 秋田県         | エフエム秋田（AFM）                          | 毎週金曜 18:30 - 18:55 |                            |
| 青森県         | ☆エフエム青森（AFB）                         | 毎週金曜 20:00 - 20:30 | [ 注 1 ]                   |
| 兵庫県         | ★兵庫エフエム放送（Kiss FM KOBE）            | 毎週金曜 20:00 - 20:30 | [ 注 2 ]                   |
| 広島県         | ★☆広島エフエム放送（HFM）                    | 毎週金曜 18:00 - 18:30 | パーソナリティーの出身地。 |
| 長崎県         | エフエム長崎（FM Nagasaki）                  | 毎週金曜 21:30 - 21:55 | [ 注 4 ]                   |
| 岩手県         | ★エフエム岩手（FM IWATE）                    | 毎週土曜 18:00 - 18:30 | [ 注 5 ]                   |
| 滋賀県         | ★エフエム滋賀（e-radio）                     | 毎週土曜 19:00 - 19:30 |                            |
| 岡山県         | ★岡山エフエム放送（FM OKAYAMA）              | 毎週土曜 19:00 - 19:30 | [ 注 6 ]                   |
| 高知県         | ★エフエム高知（Hi-Six）                      | 毎週土曜 19:00 - 19:30 | [ 注 7 ]                   |
| 大分県         | ★エフエム大分（Air-Radio FM88）              | 毎週土曜 20:30 - 20:55 | [ 注 8 ]                   |
| 群馬県         | ★エフエム群馬（FM GUNMA）                    | 毎週日曜 09:00 - 09:30 | [ 注 9 ]                   |
| 福井県         | ★福井エフエム放送（FM FUKUI）                | 毎週日曜 18:00 - 18:30 | [ 注 10 ]                  |
| 徳島県         | ★エフエム徳島（FM TOKUSHIMA）                | 毎週日曜 18:30 - 19:00 |                            |
| 石川県         | エフエム石川（HELLO FIVE）                   | 毎週日曜 22:00 - 22:30 | [ 注 11 ]                  |
| 長野県         | 長野エフエム放送（FM長野）                   | 毎週日曜 24:30 - 25:00 |                            |
| 愛知県         | エフエム愛知（FM AICHI）                     | 毎週土曜 18:00 - 18:30 |                            |
| 岐阜県         | ★エフエム岐阜（FM GIFU）                     | 毎週火曜 20:00 - 20:30 | [ 注 12 ]                  |
| 島根県・鳥取県 | ★エフエム山陰（V-air）                       | 毎週火曜 20:30 - 21:00 | [ 注 13 ]                  |
| 山形県         | エフエム山形（Rhythm Station）               | 毎週水曜 20:00 - 20:30 |                            |
| 三重県         | ★三重エフエム放送（レディオキューブ FM三重） | 毎週水曜 20:30 - 20:55 |                            |
| 富山県         | 富山エフエム放送（FMとやま）                 | 毎週水曜 21:30 - 22:00 |                            |
| 宮崎県         | ★エフエム宮崎（JOY FM）                      | 毎週木曜 21:00 - 21:30 | [ 注 14 ]                  |

### 過去のネット局
| 放送対象地域 | 放送局名                          | 備考      |
| ------------ | --------------------------------- | --------- |
| 宮城県       | ★エフエム仙台（DATE FM）          | [ 注 15 ] |
| 新潟県       | ★エフエムラジオ新潟（FM-NIIGATA） | [ 注 16 ] |
| 大阪府       | ★エフエム大阪（FM大阪）           | [ 注 17 ] |
| 香川県       | ★エフエム香川（FM香川）           | [ 注 18 ] |
| 栃木県       | ★エフエム栃木（RADIO BERRY）      | [ 注 19 ] |
| 山口県       | エフエム山口（FMY）               | [ 注 20 ] |
| 福島県       | エフエム福島（ふくしまFM）        |           |
| 佐賀県       | エフエム佐賀（FMS）               | [ 注 21 ] |

当番組の番組宣伝は、通常版（HFMを除くネット局）と広島版（HFMのみ）の2種類が存在している。両者の相違点としては、
- 通常版 - 番組紹介を含めてパーソナリティの西脇姉妹が呼びかけた後で、各ネット局が独自に放送日時の告知を挿入する。
- 広島版 - 西脇姉妹が広島出身である旨と番組紹介の告知を行ってから、HFMでの放送日時をパーソナリティの2人が告知する。

が挙げられる。